# Gynoplistia jurgiosa
Gynoplistia jurgiosa là một loài ruồi trong họ Limoniidae. Chúng phân bố ở miền Australasia.